# Helmut Brasch
Helmut Brasch (* 5. August 1912 in Berlin; † 2. Juli 1987 in Starnberg) war ein deutscher Schauspieler, Kabarettist und Hörspielsprecher.

## Leben
Helmut Brasch erlernte sein schauspielerisches Handwerk bei Paul Bildt und hatte noch vor dem Zweiten Weltkrieg unter anderem ein Engagement am Landestheater Meiningen, wo er auch nach Kriegsende im Juli 1945 wieder auf der Bühne stand, bis er im September desselben Jahres ans Berliner Hebbel-Theater ging. Vor allem als Gründer und Texter im Bereich des Kabaretts machte sich Brasch einen Namen. So war er 1938 an der Gründung der Dachluke beteiligt, einem Kabarett, das kurz nach seiner Eröffnung von den Nationalsozialisten wieder geschlossen, am 1. August 1947 im Ulenspiegel aber erneut gegründet wurde. Im Mai 1948 rief Brasch das Kabarett Zaungäste ins Leben, an dem unter anderem Ralf Wolter und Günter Pfitzmann auftraten. Nach einem Gastspiel am Frankfurter Struwwelpeter gründete er gemeinsam mit Werner Finck 1951 die Mausefalle in Stuttgart. Ebenfalls in den 1950er Jahren schrieb Brasch Texte für das Düsseldorfer Kom(m)ödchen und den Rauchfang in Berlin. Von 1955 bis 1958 spielte er in München an der Kleinen Freiheit in mehreren Revuen von Friedrich Hollaender und stand bis 1975 auf den Bühnen verschiedener Theater.
Unter der Regie von Veit Harlan hatte Helmut Brasch in dem als Vorbehaltsfilm eingestuften Streifen Maria, die Magd 1936 sein Debüt vor der Kamera. Es folgten bis 1941 weitere Aufgaben, erst 1952 setzte Brasch seine filmische Laufbahn fort und war bis zu seinem Tod in zahlreichen Produktionen im Fernsehen und auf der Leinwand zu sehen. In Robert Siodmaks Kriminalfilm Nachts, wenn der Teufel kam spielte er einen SS-Truppführer, in dem Musikfilm Schneewittchen und die sieben Gaukler agierte er als Dompteur. 1968 sah man ihn neben Werner Enke und Uschi Glas in der Komödie Zur Sache, Schätzchen, zu Beginn der 1970er Jahre auch in einigen Erotikfilmen. Ab den 1960er Jahren hatte Brasch darüber hinaus Gastrollen in bekannten Serien wie Kommissar Freytag, Das Kriminalmuseum, Der Alte oder in Gerhard Polts Reihe Fast wia im richtigen Leben. Seine letzte Rolle spielte Brasch 1987 als Herr Schrambeck in mehreren Folgen der Serie Die Hausmeisterin.
Seit den 1960er Jahren war Helmut Brasch auch als Hörspielsprecher tätig, so wirkte er unter anderem in zwei Produktionen nach Romanen des schwedischen Autorenpaares Maj Sjöwall und Per Wahlöö mit, 1979 in Verschlossen und verriegelt und 1980 in Die Terroristen, jeweils in der Rolle des Staatsanwaltes Olsson. Selber schrieb Brasch das Hörspiel Die traurige Geschichte einer Chance, das der Bayerische Rundfunk 1951 unter der Regie von Fritz Benscher produzierte.

## Filmografie (Auswahl)
- 1936: Maria, die Magd
- 1937: Heimweh
- 1938: Wie einst im Mai
- 1939: Der letzte Appell
- 1939: Das Lied der Wüste
- 1941: Das Mädchen von Fanö
- 1952: Fritz und Friederike
- 1957: Weißer Holunder
- 1957: Nachts, wenn der Teufel kam
- 1957: Rose Bernd
- 1957: Wir Wunderkinder
- 1958: Der Pauker
- 1959: Heiße Ware
- 1959: Liebe auf krummen Beinen
- 1959: Menschen im Netz
- 1960: Der liebe Augustin
- 1960: Es geschah an der Grenze
- 1961: Die vor die Hunde gehen
- 1961: Die Auster und die Perle
- 1961: Jack Mortimer (Fernsehfilm)
- 1962: Seelenwanderung
- 1962: Schneewittchen und die sieben Gaukler
- 1963: Die achte Runde
- 1964: Die Reise um die Erde
- 1964: Kommissar Freytag – Weißer Marmor aus Athen
- 1964: Ein Mann im schönsten Alter
- 1965: Das Kriminalmuseum – Die Mütze
- 1965: Die Karte mit dem Luchskopf – Harte Sitten
- 1965: Der Nachtkurier meldet – Der Mann, der nie aufgab
- 1965: Kommissar Freytag – Einkauf nach Mitternacht
- 1966: Kostenpflichtig zum Tode verurteilt
- 1966: Die fünfte Kolonne – Ein Auftrag für...
- 1966: Raumpatrouille – Hüter des Gesetzes
- 1967: Das Kriminalmuseum – Die Kiste
- 1967: Siedlung Arkadien
- 1967: Kommissar Brahm – Tod im Studio B
- 1968: Zur Sache, Schätzchen
- 1968: Der Griller
- 1970: Sonntags am Meer
- 1971: Erotik im Beruf – Was jeder Personalchef gern verschweigt
- 1972: Hausfrauen-Report (Teil 3)
- 1972: Pater Brown – Der geflügelte Dolch
- 1973: Schulmädchen-Report. 5. Teil: Was Eltern wirklich wissen sollten
- 1975: Der Stechlin
- 1975: Zwiebel-Jack räumt auf
- 1975: Berlinger
- 1975: Umarmungen und andere Sachen
- 1976: Potato Fritz
- 1976: Die Affäre Lerouge
- 1976: Rosemaries Tochter
- 1977: Der Alte – (Folge 1: Die Dienstreise) – Pilotfilm der Serie
- 1979: Die Blechtrommel
- 1979–1984: Fast wia im richtigen Leben (div. Rollen in verschiedenen Folgen)
- 1984: Das Rätsel der Sandbank (Mehrteiler)
- 1987: Das Rätsel der Sandbank
- 1987: Die Hausmeisterin (6 Folgen als Herr Schrambeck)

## Hörspiele

### Als Autor
- 1951: Die traurige Geschichte einer Chance – Regie: Fritz Benscher

### Als Sprecher (Auswahl)
- 1960: Die Quitzows, die Wiskottens und andere Familien – Autor: Hartmann Goertz – Regie: Willy Purucker
- 1963: Das goldene Wunderhorn – Autoren: Malcom A. Hulke und Eric Paice – Regie: Otto Kurth
- 1964: Liebe im Lärm – Autor: Hugo Hartung – Regie: Hans Dieter Schwarze
- 1964: Heilige Zeit – Autor: Hermann Sudermann – Regie: Heinz-Günter Stamm
- 1965: Die Rebellion – Autor: Joseph Roth – Regie: Otto Kurth
- 1965: Bezahl, eh’ du gehst – Autor: James Saunders – Regie: Oswald Döpke
- 1966: Der Traum – Autor: Paolo Levi – Regie: Otto Kurth
- 1966: Glocken in der Neujahrsnacht – Autorin: Dorothy L. Sayers – Regie: Otto Kurth
- 1968: Rinaldo Rinaldini – Autor und Regie: Hartmann Goertz
- 1969: Widerstand gegen die Staatsgewalt – Autor: Wolfgang Graetz – Regie: Otto Düben
- 1970: Sylvester Matuschka, der Massenmörder von Bia-Torbagy – Autor und Regie: Karl Bogner
- 1971: Die Zauberlehrlinge – Autor: Jean-Pierre Ferrière – Regie: Hellmuth Kirchammer und Alexander Malachovsky
- 1973: Melusine – Autor: Iwan Goll – Regie: Hermann Wenninger
- 1977: Das Geständnis – Autor: Michale Dines – Regie: Otto Kurth
- 1978: Neunzehn Polizisten suchen die Küste von Sedway ab – Autor: Giles Gordon – Regie: Raoul Wolfgang Schnell
- 1979: Verschlossen und verriegelt – Autoren: Maj Sjöwall und Per Wahlöö – Regie: Klaus Wirbitzky
- 1980: Die Terroristen – Autoren: Maj Sjöwall und Per Wahlöö – Regie: Klaus Wirbitzky
- 1985: Montagskinder – Autorin: Renate Nickl – Regie: Hein Bruehl
- 1986: Jonina auf See – Autorin: Helga M. Novak – Regie: Ursula Langrock
- 1987: Der Freie Samstag – Autor: Jerzy Janicki – Regie: Elmar Boensch